# 骑在银龙的背上
《骑在银龙的背上》（日语：／）是日本创作歌手中岛美雪的第38张单曲，于2003年7月23日由雅马哈音乐传播在日本发行。

## 单曲简介
相隔上张单曲的发行已经长达3年，是中岛美雪历张单曲中迄今发行间隔时长最长的一次。同名主打歌被富士电视台选为电视剧《小孤岛大医生》的主题曲。2022年，又被选为《剧场版 小孤岛大医生》的主题曲，和《PICU 儿童重症监护室》的主题曲《一同》一起，组成了新的双A面单曲发行。
由于上张单曲《地上之星》大受欢迎，因此两首单曲在公信榜2003年的周榜统计中均位列百名之内；而在年榜盘点中，都名列前50名。
本作销量在一定程度上受到了电视剧《小孤岛大医生》收视热潮的带动，当时销量超过20万张。
《骑在银龙的背上》的音乐录影带是在北海道礼文岛的澄海岬上拍摄。

## “银龙”由来
《小孤岛大医生》的导演中江功在剧组的准备会议上，将主人公五岛健助形容为“跨越大海而来的受伤的无力英雄”。听到这一描述的中岛产生了灵感，将海浪顶端闪闪发光的颜色、生命之水的化身“龙”与手术刀的颜色结合在一起，称作“银龙”。

## 收录歌曲
| 曲序     | 曲目               | 备注                                                                                 |
| -------- | ------------------ | ------------------------------------------------------------------------------------ |
| 1.       | 骑在银龙的背上（） | 富士电视台电视剧《小孤島大醫生》2003年版及特别篇、2004年版和2006年版主题曲。         |
| 2.       | 情书（）           | 同年发行的专辑《情书》收录了该歌曲的另一个编曲版本。单曲编曲版本没有被任何专辑收录。 |
| 3.       | 骑在银龙的背上（） |                                                                                      |
| 4.       | 情书（）           |                                                                                      |
| 总时长： | 总时长：           | 25:38                                                                                |

## 翻唱版本[註 3]

### 骑在银龙的背上
- 工藤静香（2008年，专辑《MY PRECIOUS －Shizuka sings songs of Miyuki－（日语：MY PRECIOUS -Shizuka sings songs of Miyuki-）》）
- 佐藤聪美（2013年，专辑《Twinkle Voice ～声音的礼物～（Twinkle Voice 〜声の贈り物〜）》）
- 槙原敬之（2014年，专辑《Listen To The Music 3（日语：Listen To The Music 3）》）

- 范玮琪（2004年，国语填词《最初的梦想》，收录于专辑《最初的梦想》）

### 情书
- 岩崎宏美（收录于2003年专辑《Dear Friends II（日语：Dear Friends II）》）